# Campionati europei di ciclismo su strada 2024 - Gara in linea maschile Elite
La gara in linea maschile Elite dei Campionati europei di ciclismo su strada 2024 si è svolta il 15 settembre 2024 su un percorso di 222,8 km, con partenza da Heusden-Zolder e arrivo ad Hasselt, in Belgio. La vittoria è andata al belga Tim Merlier, il quale ha completato il percorso in 4h37'09", alla media di 48,234 km/h, precedendo l'olandese Olav Kooij e l'estone Madis Mihkels.
Sul traguardo di Hasselt 79 ciclisti, dei 127 partiti da Heusden-Zolder, hanno portato a termine la competizione.

## Squadre e corridori partecipanti
| N.    | Cod. | Squadra     |
| ----- | ---- | ----------- |
| 1-8   | NLD  | Paesi Bassi |
| 9-16  | FRA  | Francia     |
| 17-24 | BEL  | Belgio      |
| 25-32 | ESP  | Spagna      |
| 33-40 | DNK  | Danimarca   |
| 41-48 | ITA  | Italia      |
| 49-56 | CHE  | Svizzera    |
| 57-62 | NOR  | Norvegia    |
| 63-70 | DEU  | Germania    |
| 71-73 | PRT  | Portogallo  |
| 74-76 | AUT  | Austria     |
| 77-82 | CZE  | Rep. Ceca   |
| 83-86 | LVA  | Lettonia    |
| 87-93 | POL  | Polonia     |
| 94-96 | HUN  | Ungheria    |

| N.      | Cod. | Squadra            |
| ------- | ---- | ------------------ |
| 97-102  | LUX  | Lussemburgo        |
| 103-108 | EST  | Estonia            |
| 109-112 | SVK  | Slovacchia         |
| 113-116 | ISR  | Israele            |
| 117     | GRE  | Grecia             |
| 118     | CYP  | Cipro              |
| 119     | SWE  | Svezia             |
| 120-123 | TUR  | Turchia            |
| 124     | ROM  | Romania            |
| 125     | LTU  | Lituania           |
| 126-127 | BLR  | Bulgaria           |
| 128     | ISL  | Islanda            |
| 129-130 | ALB  | Albania            |
| 131     | VAT  | Città del Vaticano |

## Ordine d'arrivo (Top 10)
| Pos. | Corridore             | Squadra     | Tempo    |
| ---- | --------------------- | ----------- | -------- |
| 1    | Tim Merlier           | Belgio      | 4h37'09" |
| 2    | Olav Kooij            | Paesi Bassi | s.t.     |
| 3    | Madis Mihkels         | Estonia     | s.t.     |
| 4    | Jasper Philipsen      | Belgio      | s.t.     |
| 5    | Alexander Kristoff    | Norvegia    | s.t.     |
| 6    | Mads Pedersen         | Danimarca   | s.t.     |
| 7    | Pavel Bittner         | Rep. Ceca   | s.t.     |
| 8    | Stanisław Aniołkowski | Polonia     | s.t.     |
| 9    | Christophe Laporte    | Francia     | s.t.     |
| 10   | Alex Kirsch           | Lussemburgo | s.t.     |